# Харперс Фери (Западна Вирџинија)
Харперс Фери (енгл. Harpers Ferry) град је у америчкој савезној држави Западна Вирџинија.

## Демографија
По попису из 2010. године број становника је 286, што је 21 (-6,8%) становника мање него 2000. године.
| Група             | 2000.       | 2010.       |
| Белци             | 275 (89,6%) | 266 (93,0%) |
| Афроамериканци    | 28 (9,1%)   | 12 (4,2%)   |
| Азијати           | 0 (0,0%)    | 0 (0,0%)    |
| Хиспаноамериканци | 2 (0,7%)    | 3 (1,0%)    |
| Укупно            | 307         | 286         |